# Nobles County
Das Nobles County ist ein County im US-amerikanischen Bundesstaat Minnesota. Im Jahr 2020 hatte das County 22.290 Einwohner und eine Bevölkerungsdichte von 12 Einwohnern pro Quadratkilometer. Der Verwaltungssitz (County Seat) ist Worthington.

## Geografie
Das County liegt im Südwesten Minnesotas auf der Coteau des Prairies genannten Hochebene, die bis nach Iowa im Süden und South Dakota im Westen reicht. Es hat eine Fläche von 1871 Quadratkilometern, wovon elf Quadratkilometer Wasserfläche sind. An das Nobles County grenzen folgende Nachbarcountys:
| Pipestone County   | Murray County | Cottonwood County     |
| Rock County        |               | Jackson County        |
| Lyon County (Iowa) |               | Osceola County (Iowa) |

## Geschichte
Das Nobles County wurde am 23. Mai 1857 aus Teilen des Brown County gebildet. Benannt wurde es nach William H. Nobles, einem Mitglied der territorialen Verwaltung von Minnesota von 1854 bis 1856.

## Demografische Daten
Nach der Volkszählung im Jahr 2010 lebten im Nobles County 21.378 Menschen in 8035 Haushalten. Die Bevölkerungsdichte betrug 11,5 Einwohner pro Quadratkilometer. In den 8035 Haushalten lebten statistisch je 2,59 Personen.
Ethnisch betrachtet setzte sich die Bevölkerung zusammen aus 87,7 Prozent Weißen, 3,8 Prozent Afroamerikanern, 1,0 Prozent amerikanischen Ureinwohnern, 5,9 Prozent Asiaten, 0,1 Prozent Polynesiern sowie aus anderen ethnischen Gruppen; 1,4 Prozent stammten von zwei oder mehr Ethnien ab. Unabhängig von der ethnischen Zugehörigkeit waren 23,3 Prozent der Bevölkerung spanischer oder lateinamerikanischer Abstammung.
26,0 Prozent der Bevölkerung waren unter 18 Jahre alt, 58,2 Prozent waren zwischen 18 und 64 und 15,8 Prozent waren 65 Jahre oder älter. 48,6 Prozent der Bevölkerung war weiblich.

Das jährliche Durchschnittseinkommen eines Haushalts lag bei 45.552 USD. Das Pro-Kopf-Einkommen betrug 21.634 USD. 19,5 Prozent der Einwohner lebten unterhalb der Armutsgrenze.

## Ortschaften im Nobles County
Citys
| - Adrian - Bigelow - Brewster - Dundee | - Ellsworth - Kinbrae - Lismore - Round Lake | - Rushmore - Wilmont - Worthington |

Census-designated place (CDP)
- Leota

Andere Unincorporated Communities
- Org
- Reading
- St. Kilian

## Gliederung
Das Nobles County ist neben den elf Citys in 20 Townships eingeteilt:
| Township               | Einwohner (2010) | FIPS     |
| ---------------------- | ---------------- | -------- |
| Bigelow Township       | 373              | 27-05662 |
| Bloom Township         | 158              | 27-06508 |
| Dewald Township        | 254              | 27-15850 |
| Elk Township           | 253              | 27-18602 |
| Graham Lakes Township  | 218              | 27-24848 |
| Grand Prairie Township | 206              | 27-25100 |
| Hersey Township        | 219              | 27-28736 |
| Indian Lake Township   | 232              | 27-30878 |
| Larkin Township        | 188              | 27-35666 |
| Leota Township         | 390              | 27-36566 |

| Township             | Einwohner (2010) | FIPS     |
| -------------------- | ---------------- | -------- |
| Lismore Township     | 175              | 27-37430 |
| Little Rock Township | 211              | 27-37682 |
| Lorain Township      | 297              | 27-38204 |
| Olney Township       | 205              | 27-48274 |
| Ransom Township      | 230              | 27-53152 |
| Seward Township      | 208              | 27-59260 |
| Summit Lake Township | 323              | 27-63400 |
| Westside Township    | 218              | 27-69718 |
| Wilmont Township     | 184              | 27-70600 |
| Worthington Township | 328              | 27-71752 |